# Quintus Fabius Maximus (consul suffectus in 45 v.Chr.)
Quintus Fabius Maximus (- 31 december 45 v.Chr.) was een Romeins senator uit de gens Fabia en werd in 45 v.Chr. als consul suffectus aangesteld.

## Leven
Quintus Fabius Maximus was de zoon van de gelijknamige, als zeer verkwistend omschreven Quintus Fabius Maximus alsook de kleinzoon van de consul van 121 v.Chr., Quintus Fabius Maximus Allobrogicus. Daardoor kon Fabius met recht trots verkondigen, dat hij van de voorname families van de Aemilii, Cornelii en Fabii afstamde.
In 59 v.Chr. was Fabius een van de aanklagers van Gaius Antonius Hybrida, die ervan verdacht werd, als consul in 63 v.Chr. aan de Catilinarische Samenzwering zou hebben deelgenomen. Hoewel hij door Marcus Tullius Cicero werd verdedigd, werd Antonius Hybrida schuldig bevonden. Fabius bekleedde het ambt van aedilis curulis in 57 v.Chr. samen met Quintus Caecilius Metellus Pius Scipio. Beiden wensten in deze functie de herinnering aan hun gemeenschappelijke voorvaderen te doen herleven. Zo gaven ze aan Titus Pomponius Atticus de opdracht, een geschiedenis van de Aemilii, Cornelii en Fabii Maximi te schrijven. Fabius liet daarenboven de triomfboog van zijn grootvaders, de Fornix Fabianus, restaureren en daar ook zijn eigen standbeeld opstellen. De aediles hadden echter te weinig tegen de sterke stijging van de prijzen ondernomen en zou daarom met ontevredenheid van de gewone Romeinen te maken krijgen; daarom zou Gnaius Pompeius Magnus zich met bijzondere volmachten met het verzekeren van de graanvoorziening moeten bezighouden.
Daar Cicero in de volgende jaren helemaal niet over de tot de zo beduidende Romeinse families behorende Fabius bericht, is het waarschijnlijk, dat Fabius toen reeds als aan de kant van de opkomende politieke figuur van Gaius Iulius Caesar was overgegaan, hoewel men hem op grond van zijn afstamming eerder aan de kant van de optimates (de tegenstanders van Caesar) zou hebben verwacht. Dit schijnt zijn verder politieke carrière te hebben bepaald. Het is niet bekend, of en wanneer dan wel Fabius de praetuur had bekleed. In 46 v.Chr. was hij samen met Quintus Pedius als legaat commandant van de troepen de toekomstige dictator in Hispania. Eind 46 v.Chr. kwam ten slotte Caesar zelf naar Hispania, om persoonlijk het leger tegen zijn na de dood van Pompeius (48 v.Chr.) noch overgebleven tegenstander aan te voeren. Fabius vocht als legaat van zijn opperbevelhebber tot aan diens zege in de slag bij Munda (17 maart 45 v.Chr.) mee en werd dan tot aanvoerder van die troepen benoemd, die Munda zouden bestormen. Deze opdracht kon hij tot een goed einde brengen. In september kwam Fabius weer naar Rome en werd met de verlening van het ambt van consul suffectus voor de laatste drie maanden van het jaar 45 v.Chr. beloond. Enige dagen na zijn eigen triomftocht stond Caesar de nieuwbakken consul ook het houding van een triomftocht voor de overwinning in Hispania (13 oktober 45 v.Chr.) toe, hoewel Fabius zijn successen niet onder een eigen imperium had verworven. Dit gaf in Rome aanleiding tot spot met de dictator. Daar Fabius op de laatste dag van zijn ambtstermijn onverwachts overleed, benoemde Caesar een nieuwe consul suffectus (Gaius Caninius Rebilus), die slechts op 31 december 45 v.Chr. in functie was, waardoor de dictator zich opnieuw spot op de hals haalde.
Fabius liet twee zonen na: Paullus Fabius Maximus en Africanus Fabius Maximus. Hun opmerkelijke praenomina wijzen op de trots van hun vader op zijn afkomst van de beroemde families die deze cognomina voerden.